# Корси, Симоне
Симоне Корси (итал. Simone Corsi; род. 24 апреля 1987, Рим, Италия) — итальянский мотогонщик, участник чемпионата мира по шоссейно-кольцевых мотогонок MotoGP, вице-чемпион мира в классе 125сс (2008). В сезоне 2016 выступает в классе Moto2 за команду «Speed Up Racing» под номером 3.

## Биография
Корси родился в Риме. Его первая гонка на чемпионате мира состоялась в 2002 году в Муджелло, в классе 125cc. Со следующего года он регулярно выступал на уровне мирового первенства.
В 2003 году он добился двух 9-х мест и занял 19-е место в итоговом зачете. В следующем году он улучшился и занял 13-е место в итоговом зачете, а его партнер по команде Андреа Довизиозо выиграл чемпионат. В 2005 году они оба переехали на 250cc, но теперь ездили на разных велосипедах. У Корси была хорошая первая половина года, когда он закончил в очках в семи из восьми гонок. Правда, во втором тайме он финишировал в очках только один раз.
Он вернулся в класс 125cc в 2006 году. Два четвертых места и другие меньшие места дали ему 12-е место в чемпионате. Но когда пять гонщиков впереди него перешли в класс 250cc, его 2007 год выглядел многообещающе.
Он выиграл Гран-При Турции в Стамбуле, но кроме этого добился лишь одного подиума и финишировал на 6-м месте.
В 2008 году он получил заводскую спецификацию Aprilia RSA 125 и был титульным фаворитом этого года. В итоге он проиграл Дерби Майка Ди Меглио.
В 2009 году предполагалось, что Корси будет выступать за шотландскую команду Honda в 250-х годах, но он продолжил в 125-х годах с Aprilia.
В 2010 году Корси перешел в новый промежуточный класс Moto2 для Team JiR. Он завоевал свой первый подиум – и первый подиум своей команды-в классе на французском Туре в Ле-Мане, заняв третье место в турнирной таблице чемпионата. Он добавил еще один подиум в Муджелло, но авария на Саксенринге подорвала его чемпионские надежды.
В 2016 году Корси присоединится к Speed Up, заменив Сэма Лоуза.
За последние несколько лет Корси был вовлечен в несколько столкновений и часто посещал Race Direction. В Муджелло 2015 года он был вовлечен в столкновение с Сэмом Лоузом, в котором Корси повернулся к Лоузу, в результате чего сам разбился. В том же году он сделал это и с Тито Рабатом в Катаре.